# Cordylomera mourgliai
Cordylomera mourgliai là một loài bọ cánh cứng trong họ Cerambycidae.